# Spiroconulus
Spiroconulus es un género de foraminífero bentónico considerado homónimo posterior de Spiroconulus Martens, 1892, y sustituido por Spiraloconulus de la subfamilia Amijellinae, de la familia Hauraniidae, de la superfamilia Pfenderinoidea, del suborden Orbitolinina y del orden Loftusiida. Su especie tipo era Spiroconulus perconigi. Su rango cronoestratigráfico abarcaba el Jurásico medio.

## Discusión
Clasificaciones previas incluían Spiroconulus en la familia Spirocyclinidae de la superfamilia Loftusioidea, así como en el suborden Textulariina del orden Textulariida o en el orden Lituolida.

## Clasificación
Spiroconulus incluía a la siguiente especie:
- Spiroconulus perconigi †